# Annamaria Cancellieri
Annamaria Cancellieri es una antigua prefecta italiana, titular desde el 16 de noviembre de 2011 del Ministerio del Interior en el gobierno técnico liderado por Mario Monti.